# ماي لابورد
ماي لابورد (بالإنجليزية: Mae Laborde)‏ هي ممثلة أمريكية، ولدت في 13 مايو 1909 في فريسنو في الولايات المتحدة، وتوفيت في 9 يناير 2012 في سانتا مونيكا في الولايات المتحدة بسبب مرض.

## وصلات خارجية
- ماي لابورد على موقع IMDb (الإنجليزية)
- ماي لابورد على موقع ألو سيني (الفرنسية)
- ماي لابورد على موقع أول موفي (الإنجليزية)
- ماي لابورد على موقع قاعدة بيانات الفيلم (الإنجليزية)
- ماي لابورد على موقع كينوبويسك (الروسية)